# 笹塚真琴
笹塚 真琴（ささづか まこと）は日本の女性声優。主にアダルトゲームに声をあてている。

## 出演作品
太字は主役・メインキャラクター

### ゲーム

#### 2011年
- CALCITE（マリア[1]）
- 姉妹妻牝贄不妊恥療 〜肉棒注射で白濁液を投薬だ!（七沢菜緒[2]）
- 堕落皇女 〜魔術師の罠に嵌った聖女〜（セシリア）
- 25c -その箱は少女の悲鳴を漏らさない-（三嶋香奈[3]）
- はにわり! 沙耶華お嬢様 〜感染する股間の大きなモノ〜（白鳥沙耶華[4]）
- ぴんく・シスターズ 〜さばさばしているのに実はうぶなお姉ちゃんと、お兄ちゃんが大好きな妹〜（新田千恵[5]）

#### 2012年
- 姉撮 〜堕ちていくお姉ちゃんを助けられない僕〜（白河織絵[6]）
- 新入社員沙織 〜いいなりペット育成痴漢研修〜（平坂沙織）
- す、好きにしても…いいですよ? 〜家庭教師と教え子のアブノーマルな関係〜（二階堂千枝里[7]）
- 大犯盛 〜痴態を曝け出した人妻たち〜（佐倉柚美[8]）
- 嫁の姉が巨乳過ぎて我慢できない 〜義姉さんがこんなにエロかったなんて!〜（三沢千晶[9]）

#### 2013年
- 悪夢のメルマガ 〜堕ちた妹は還れない〜（国見那奈[10]）